# Conquista (álbum de J. Neto)
Conquista é o décimo sexto álbum de estúdio do cantor gospel J. Neto, lançado em 22 de setembro de 2004 pela gravadora Line Records. Vendeu mais de 100 mil cópias ganhando o Disco de Platina pela ABPD. Por esse disco, J. Neto foi premiado como cantor do ano no Troféu Talento de 2005, num empate com André Valadão.

## Faixas
1. "Conquista" (Wladia Leyliane) – 5:15
2. "Amor da Salvação" (Ed Wilson/Elvis Tavares) – 4:58
3. "Deus se Importa" (Beno César/Solange de César) – 5:18
4. "A Fonte" (J. Neto/Wladia Leyliane) – 5:37
5. "Sonhos de Deus" (Beno César/Solange de César) – 5:01
6. "Ungido Pra Vencer" (Moisés Sabady) – 4:37
7. "Nuvem de Glória" (Davi de Moura/Márcia Almeida) – 4:25
8. "Sopra" (Marcus Vinicius) – 4:06
9. "Silêncio" (Ed Wilson/Elvis Tavares) – 5:03
10. "Quando Estou Adorando" (J. Neto/Dimy Karlo/Paulo Francisco) – 4:14
11. "Não Me Esqueci de Ti" (J. Neto) – 4:33
12. "Último Romântico" (Beno César/Solange de César) – 5:13

## Créditos
- Produção Fonográfica: Line Records
- Produção: J. Neto e Tuca Nascimento
- Arranjos: Tuca Nascimento
- Gravação e mixagem: Tuca Nascimento e Nilson Nescau
- Masterização: Toney Fontes
- Baixo: Davi de Moura
- Bateria: Rafael Oliveira (nas faixas 8 e 10) e Wallace Cardoso (nas faixas 1, 3, 4, 5, 6, 7, 9 e 12)
- Violões: Tuca Nascimento (nas faixas 1, 3, 4, 5, 6 e 8) e Walmir Aroeira (nas faixas 7, 9 e 10)
- Saxofone: Zé Canuto
- Trompa: Sérgio Assunção
- Cordas: Tutuca Borba (nas faixas 1, 3, 5, 6 e 12) e Tuca Nascimento (nas faixas 4, 7, 8 e 9)
- Percussão: Tuca Nascimento
- Piano: Sérgio Assunção (nas faixas 3, 5, 9, 10 e 12), Wagner Barbosa (nas faixas 1 e 11) e Davi de Moura (na faixa 7)
- Back Vocal: Marcos Nascimento, Wilian Nascimento, Michelle Nascimento, Douglas Nascimento, Rômulo Nascimento, Aline Santana, Moisés Freitas, Daniele Vitória e Sônia Rizzo (nas faixas 1, 3, 5, 6, 7, 8 e 10)
- Produção Visual: Cristiana Menezes e Flavio Silva
- Fotos e Arte: Digital Design (Sérgio Menezes)

## Certificações
| Brasil (ABPD)                             | Platina | 2008 | 125.000* |
| *número de vendas baseado na certificação |         |      |          |